# 長泉ジャンクション
長泉ジャンクション（ながいずみジャンクション）は、静岡県駿東郡長泉町上長窪にある伊豆縦貫自動車道（東駿河湾環状道路）と新東名高速道路を繋ぐY型ジャンクションである。新東名高速道路に直接接続するのではなく、長泉沼津ICのロングランプウェイと接続する。
2009年7月27日に伊豆縦貫自動車道（東駿河湾環状道路） 沼津岡宮IC - 三島塚原IC間が開通したが、当JCTは接続する新東名高速道路の開通と同時の2012年4月14日に供用開始された。

## 接続する道路
- E1A 新東名高速道路（長泉沼津IC）
- E70 伊豆縦貫自動車道（東駿河湾環状道路）

## 本線案内標識表示
- （伊豆縦貫道 沼津岡宮IC方面から）分岐する線 : 新東名　名古屋　東京／本線 : 伊豆縦貫道　箱根　伊豆市
- （伊豆縦貫道 長泉IC方面から）分岐する線 : 新東名　名古屋　東京／本線 : 伊豆縦貫道　沼津岡宮　東名
- （新東名高速 長泉沼津IC方面から）本線 : 下田　三島　（補助標識：熱海　箱根）[1]／本線 : 沼津　東名

## 歴史
- 1987年10月2日 : 伊豆縦貫自動車道 岡宮IC（現・沼津岡宮IC） - 玉沢IC（現・三島玉沢IC）間の都市計画決定
- 1989年度 : 伊豆縦貫自動車道 用地買収に着手
- 1990年度 : 伊豆縦貫自動車道 岡宮IC（現・沼津岡宮IC） - 長泉IC間事業化
- 1995年度 : 伊豆縦貫自動車道 着工
- 2009年7月27日 : 伊豆縦貫自動車道 沼津岡宮IC - 三島塚原IC間開通
- 2012年4月14日 : 新東名高速道路 御殿場JCT - 三ヶ日JCT間開通に伴い供用開始

## 隣
E70 伊豆縦貫自動車道（東駿河湾環状道路）
(1) 沼津岡宮IC - (2) 長泉JCT - (3) 長泉IC
E1A 新東名高速道路
(7-1) 御殿場JCT - (6) 長泉沼津IC - 駿河湾沼津SA - (7) 新富士IC